# 森島康仁
森島 康仁（もりしま やすひと、1987年9月18日 - ）は、兵庫県出身の元サッカー選手。ポジションはフォワード。

## 経歴
三浦知良の影響で幼稚園のときにサッカーを始め、当時からポジションはフォワードだった。中学生時代にはセレッソ大阪のジュニアユースに所属。滝川二高3年次の2005年にセレッソ大阪の特別指定選手となり、2同年12月に翌シーズンからの同クラブ加入内定が発表された。
プロ入り初年度の2006年シーズンは、9月23日のJ1第23節アビスパ福岡戦にてJリーグ公式戦に初出場。1年目は2試合の出場にとどまったが、2007年は同年途中にC大阪の監督に就任したレヴィー・クルピにスタメンに抜擢され、J2リーグ戦33試合に出場して6得点を記録。2007年のAFC年間最優秀ユースプレイヤーにノミネートされた。
2008年は試合出場機会が減少したため、7月に出場機会を求めて大分トリニータに期限付き移籍。大分では8月16日のアルビレックス新潟戦にてJ1初先発および初ゴールを経験した。同年のヤマザキナビスコカップに優勝。2009年シーズンから大分に完全移籍。その際大分がC大阪に支払う多額の移籍金が発生し、図らずもこのシーズン中に発覚する大分の財政危機の一つの原因を作ってしまった。翌2010年までは不調の時期が続き、本人によると「ポストに『死ね』『出ていけ』とか書かれ」、転居をすることになったという。
2011年に大分の監督に田坂和昭が就任すると生活態度などを改め、心機一転した結果リーグ戦11ゴールと初の2桁得点を達成した。2012年はリーグ戦14得点と前年を上回るゴールを決め、J1昇格プレーオフ準決勝・京都サンガF.C.戦では自身初の1試合4得点を記録。決勝・ジェフユナイテッド千葉戦では林丈統の決勝点をアシストする など大分のPO優勝及び4年振りのJ1昇格に貢献した。2013年シーズンは公式戦11ゴールで3年連続でチーム内得点王となる成績を残したが、スタメンの座を森島と同じくCFをメインポジションとする高松大樹に奪われる形となり途中出場が多かった。
2014年は大分のJ2降格に伴い、川崎フロンターレに完全移籍。川崎では、自身初となるAFCチャンピオンズリーグに出場したが、大久保嘉人からスタメンを奪えずリーグ戦12試合2得点で終えた。
2014年12月29日、翌年よりジュビロ磐田へ期限付き移籍することが発表された。開幕戦からジェイの控えでベンチになることが多かったが、ジェイが怪我で出場できない場合はスタメンで出場した。試合には出場するものの得点が奪えず5月に入ってからは3試合連続メンバー外を経験したが、5月31日に行われた徳島ヴォルティス戦で移籍後初ゴールを挙げた。その後も、ジェイと川崎時代のチームメイトの大久保の名前を出し「俺は2人にはなれない。チームのためにプレーする」と語り、ジェイの控えではあったが大事な長崎戦などで得点し、2015年シーズンは26試合で3ゴールを挙げ、ジュビロの3年ぶりのJ1復帰に貢献した。同年12月26日に完全移籍する事が発表された。
2016年シーズンもジェイの控えでなかなか試合に出場する事が出来なかったり、怪我の影響もありリーグ戦15試合1得点でシーズンを終えた。同年11月10日に契約満了により退団する事が発表された。
2017年3月3日、九州サッカーリーグのテゲバジャーロ宮崎移籍が発表された。2017年シーズンの九州サッカーリーグで17試合19得点を挙げて、チームの九州リーグ初優勝に貢献、森島はリーグ得点王とMVPを獲得した。しかし、12月24日に契約満了により一年で退団する事が発表された。
2018年、関東サッカーリーグの栃木ウーヴァFCへ移籍。栃木ではリーグ戦に18試合出場し、17得点を挙げてVONDS市原のレナチーニョと共に得点ランク1位に輝いた。
2019年シーズンよりJ3・藤枝MYFCに完全移籍加入。4月には4試合で3得点を記録しチームの首位浮上に貢献。同月度の月間MVPを受賞した。
2021年11月18日、2021年シーズン限りで現役を引退することが発表された。
2022年5月、UUUM所属のYouTubeチャンネルの「AJUNITED」に出演している。

### 日本代表
2004年度の全国高校選手権における活躍により、2005年に2007 FIFA U-20ワールドカップ出場を目指す年代別日本代表に選出される。2006年のアジアユース選手権では3得点をあげ、日本の準優勝及び翌年のU-20ワールドカップ出場権獲得に貢献した。2007年6月から7月にかけて開催されたU-20ワールドカップでも2得点を記録しチームのベスト16入りに貢献。
その後北京オリンピックのアジア予選を戦うu22日本代表に招集されていたものの本大会のメンバーに入ることはできなかった。
2008年9月にはUAE戦と2010 FIFAワールドカップ・アジア予選のウズベキスタン戦に臨む日本代表に初選出されたが、出場機会はなかった。

## 人物
父の清司はPL学園高校を経てデュプロ硬式野球部で投手としてプレーしたアマチュア野球選手だった。

## 所属クラブ
- 神戸NKサッカークラブ
- 2000年 - 2002年 セレッソ大阪U-15
- 2003年 - 2005年 滝川第二高等学校
  - 2005年 セレッソ大阪（特別指定選手）
- 2006年 - 2008年 セレッソ大阪
  - 2008年7月 - 同年終了 大分トリニータ (期限付き移籍)
- 2009年 - 2013年 大分トリニータ
- 2014年 - 2015年 川崎フロンターレ
  - 2015年 ジュビロ磐田 (期限付き移籍)
- 2016年 ジュビロ磐田
- 2017年 テゲバジャーロ宮崎
- 2018年 栃木ウーヴァFC
- 2019年 - 2021年 藤枝MYFC

## 個人成績
| 国内大会個人成績 | 国内大会個人成績 | 国内大会個人成績 | 国内大会個人成績 | 国内大会個人成績 | 国内大会個人成績 | 国内大会個人成績 | 国内大会個人成績 | 国内大会個人成績 | 国内大会個人成績 | 国内大会個人成績 | 国内大会個人成績 |
| 年度             | クラブ           | 背番号           | リーグ           | リーグ戦         | リーグ戦         | リーグ杯         | リーグ杯         | オープン杯       | オープン杯       | 期間通算         | 期間通算         |
| 年度             | クラブ           | 背番号           | リーグ           | 出場             | 得点             | 出場             | 得点             | 出場             | 得点             | 出場             | 得点             |
| 日本             | 日本             | 日本             | 日本             | リーグ戦         | リーグ戦         | リーグ杯         | リーグ杯         | 天皇杯           | 天皇杯           | 期間通算         | 期間通算         |
| ---------------- | ---------------- | ---------------- | ---------------- | ---------------- | ---------------- | ---------------- | ---------------- | ---------------- | ---------------- | ---------------- | ---------------- |
| 2006             | C大阪            | 25               | J1               | 2                | 0                | 0                | 0                | 0                | 0                | 2                | 0                |
| 2007             | C大阪            | 20               | J2               | 33               | 6                | -                | -                | 2                | 2                | 35               | 8                |
| 2008             | C大阪            | 20               | J2               | 9                | 1                | -                | -                | -                | -                | 9                | 1                |
| 2008             | 大分             | 9                | J1               | 15               | 2                | 4                | 0                | 1                | 0                | 20               | 2                |
| 2009             | 大分             | 9                | J1               | 9                | 1                | 1                | 0                | 1                | 0                | 11               | 1                |
| 2010             | 大分             | 9                | J2               | 25               | 2                | -                | -                | 1                | 0                | 26               | 2                |
| 2011             | 大分             | 20               | J2               | 35               | 11               | -                | -                | 2                | 0                | 37               | 11               |
| 2012             | 大分             | 20               | J2               | 37               | 14               | -                | -                | 0                | 0                | 37               | 14               |
| 2013             | 大分             | 20               | J1               | 30               | 7                | 5                | 1                | 3                | 3                | 38               | 11               |
| 2014             | 川崎             | 9                | J1               | 12               | 2                | 2                | 0                | 2                | 1                | 16               | 3                |
| 2015             | 磐田             | 20               | J2               | 26               | 3                | -                | -                | 2                | 0                | 28               | 3                |
| 2016             | 磐田             | 20               | J1               | 15               | 1                | 3                | 0                | 2                | 1                | 20               | 2                |
| 2017             | 宮崎             | 31               | 九州             | 17               | 19               | -                | -                | -                | -                | 17               | 19               |
| 2018             | 栃木U            | 20               | 関東1部          | 18               | 17               | -                | -                | -                | -                | 18               | 17               |
| 2019             | 藤枝             | 20               | J3               | 32               | 16               | -                | -                | -                | -                | 32               | 16               |
| 2020             | 藤枝             | 20               | J3               | 26               | 5                | -                | -                | 0                | 0                | 26               | 5                |
| 2021             | 藤枝             | 20               | J3               | 4                | 0                | -                | -                | -                | -                | 4                | 0                |
| 通算             | 日本             | 日本             | J1               | 83               | 13               | 15               | 1                | 9                | 5                | 107              | 19               |
| 通算             | 日本             | 日本             | J2               | 165              | 37               | -                | -                | 7                | 2                | 172              | 39               |
| 通算             | 日本             | 日本             | J3               | 62               | 21               | -                | -                | 0                | 0                | 62               | 21               |
| 通算             | 日本             | 日本             | 九州             | 17               | 19               | -                | -                | -                | -                | 17               | 19               |
| 通算             | 日本             | 日本             | 関東1部          | 18               | 17               | -                | -                | -                | -                | 18               | 17               |
| 総通算           | 総通算           | 総通算           | 総通算           | 345              | 107              | 15               | 1                | 16               | 7                | 376              | 115              |

- 2005年 特別指定選手としての公式戦出場は無し

| 国際大会個人成績 | 国際大会個人成績 | 国際大会個人成績 | 国際大会個人成績 | 国際大会個人成績 |
| 年度             | クラブ           | 背番号           | 出場             | 得点             |
| AFC              | AFC              | AFC              | ACL              | ACL              |
| ---------------- | ---------------- | ---------------- | ---------------- | ---------------- |
| 2014             | 川崎             | 9                | 3                | 1                |
| 通算             | AFC              | AFC              | 3                | 1                |

その他の公式戦
- 2009年
  - パンパシフィックチャンピオンシップ 1試合0得点
- 2012年
  - J1昇格プレーオフ 2試合4得点
- Jリーグ初出場 - 2006年9月23日 J1 第24節 対アビスパ福岡戦 (博多の森球技場)
- Jリーグ初得点 - 2007年5月27日 J2 第18節 対湘南ベルマーレ戦 (長居第2陸上競技場)
- J1初得点 - 2008年8月16日 J1 第21節 対アルビレックス新潟戦 (東北電力ビッグスワンスタジアム)

## タイトル

### クラブ
大分トリニータ
- Jリーグカップ：1回（2008年）

テゲバジャーロ宮崎
- 九州サッカーリーグ：1回（2017年）

栃木ウーヴァFC
- 関東サッカーリーグ：1回（2018年）

### 個人
- J3リーグ・月間MVP：1回（2019年4月）
- 九州サッカーリーグ MVP：1回（2017年）
- 九州サッカーリーグ 得点王：1回（2017年）
- 関東サッカーリーグ 得点王：1回（2018年）
- 関東サッカーリーグ ベストイレブン：1回（2018年）

## 代表歴
- U-18日本代表
  - 2005年 - AFCユース選手権2006 (予選)[30]
- U-19日本代表
  - 2006年 - AFCユース選手権2006 (準優勝)
- U-20日本代表
  - 2007年 - 2007 FIFA U-20ワールドカップ
- U-21日本代表（2006年）
- U-22日本代表
  - 2007-北京オリンピックサッカーアジア予選
- 日本代表（2008年）